# Chemical Markup Language
Pour les articles homonymes, voir CML.
Le Chemical Markup Language (CML) est un format pour les données chimiques. Ce format est basé sur du XML. Il s'agit de la première implémentation spécifique à un domaine (chimie) basée strictement sur XML. Il est développé depuis plus de dix ans par Peter Murray-Rust, Henry Rzepa, ainsi que par de nombreux contributeurs. Il a été testé dans plusieurs domaines et sur une grande variété d'environnements.
L'information chimique est classiquement stockée dans différents types de format, ce qui implique l'utilisation de ces formats pour échanger de l'information sur un même projet. Le format CML permet de réunir plusieurs de ces formats en un seul. En effet, il peut décrire de nombreux concepts chimiques :
- molécules
- réactions
- spectres et données analytiques
- chimie computationnelle
- matériaux et cristallographie

De plus, la possibilité d'utiliser des dictionnaires permet d'augmenter facilement le nombre de ces concepts.
CML utilise la portabilité de XML pour aider les développeurs CML et les chimistes à produire des documents inter-opérables. De nombreux outils peuvent générer, traiter et afficher des documents CML. Les éditeurs peuvent distribuer de l'information chimique dans des documents XML grâce à CML.
Des détails complémentaires sur ce format sont régulièrement ajoutés sur le Wiki CML.

## Version
Les dernières versions du schéma sont disponibles sur le site du projet sur SourceForge. La dernière version stable est le schéma CML2.2 détaillé sur CML V2.2. Le format CML1 n'est plus d'actualité et ne devrait plus être utilisé.

## Bibliothèques et logiciels
Des outils toujours plus nombreux permettent d'éditer et de transformer des fichiers au format CML :
- JUMBO est une bibliothèque en Java supportant tous les éléments du schéma CML2
- Jmol
- JChemPaint
- Bioclipse
- Chemistry Development Kit
- JOELib
- OpenBabel